# Avenida Presidente Kennedy
La Avenida Presidente Kennedy es una arteria vial, de alta velocidad, del sector oriente de Santiago, Chile. Es nombrada en honor al presidente estadounidense John F. Kennedy, asesinado en 1963.

## Historia
La proyección de un gran corredor vial, que sirviera de prolongación a la Avenida Santa María (que corre paralela al cerro San Cristóbal de poniente a nororiente desde el centro de la ciudad) fue planeada hacia finales de la década de 1950 en los terrenos del antiguo fundo Lo Saldes. Solamente en la década siguiente la avenida, primero conocida como «Lo Saldes» y posteriormente denominada «Presidente Kennedy», fue abierta y pavimentada, entre los años 1967 y 1970, siendo entregado el primer tramo —entre Américo Vespucio y Las Tranqueras— el 11 de octubre de 1968, e inaugurada oficialmente el 4 de septiembre de 1970 con la entrega del tramo entre Las Tranqueras y Tabancura. La construcción del puente Lo Saldes en 1969 y la culminación del complejo Pérez Zujovic, permitieron enlazarla con la antigua rotonda (de 1950) en la intersección con Américo Vespucio. No fue hasta mediados de la década de 1970 que en ese sector se construyó un trébol junto con la plaza y el monumento al general René Schneider.
Entre 1970 y 1977 se construyó el primer paso nivel de sur a norte, el de Manquehue, siendo este el único hasta la década de 1980.
La urgente necesidad de eliminar los peligrosos semáforos en las intersecciones con Gerónimo de Alderete y Las Tranqueras sumado a la prolongación hacia el poniente de la Avenida Padre Hurtado, hicieron que hacia finales de los años 1980 y principios de los años 1990 se construyeran dos nuevos paso-niveles. Se optó que la avenida Las Tranqueras no cruzara más la Avenida Kennedy, quedando dividida. 
La inminente planificación de que la Avenida Kennedy serviría como brazo alternativo y parte de la autopista Costanera Norte hicieron que entre el 1996-1998 se construyera el nudo Avenida Las Condes-Kennedy-Estoril, completando así un viaje ininterrumpido desde su origen en Lo Saldes hasta el final.
El 18 de diciembre de 2006 el concejo municipal de Las Condes resolvió estudiar (por seis votos contra dos) la propuesta de rebautizar la avenida Kennedy en honor al recientemente fallecido Augusto Pinochet, luego de desecharse la idea original del alcalde Francisco de la Maza, de la UDI, de rebautizar con el nombre de Pinochet a la calle Burgos, donde se encontraba la residencia de la entonces presidenta Michelle Bachelet. La propuesta no prosperó.
Se espera que para el año 2028, en esta avenida se inauguren 3 estaciones del Metro de Santiago, correspondientes a la Línea 7: Gerónimo de Alderete, Padre Hurtado y Estoril.

## Trayecto
Comienza en el Puente Lo Saldes sobre el río Mapocho, a los pies del cerro Tupahue, sirviendo de línea divisoria física entre las comunas de Vitacura y Las Condes. Continua su trayecto hacia el oriente pasando por el puente Pérez Zujovic (ex rotonda Pérez Zujovic), bajo la avenida Vitacura, rodeando por el norte al Club de Golf Los Leones hasta el trébol formado por la intersección con las avenidas Américo Vespucio y Alonso de Córdova, frente al complejo de edificios denominados "Remodelación San Luis". Interseca con las avenidas Manquehue, Gerónimo de Alderete, Las Tranqueras y Padre Hurtado, con paso-niveles (excepto Las Tranqueras). A la altura de calle La Aurora, comienza a compartir trayecto con la avenida Las Condes (que es su continuación al norte) hasta su fin en el nudo con avenida Estoril. 
Viajando por ella se puede acceder a dos de los más importantes centros comerciales de la capital, el Parque Arauco y Alto las Condes. Continuando por Avenida Las Condes se puede llegar a los centros de esquí de la Región Metropolitana El Colorado, La Parva y Valle Nevado.

## La rubia de Kennedy
Una leyenda urbana muy conocida es que tarde en la noche, en algunos tramos de la vía, aparece una joven mujer pidiendo a los taxistas que la lleven. Al subirse al auto, la mujer pide al conductor que reduzca la velocidad, hasta desaparecer a poco de iniciar la marcha. Se dice que vaga por la autopista luego de morir en un accidente automovilístico por exceso de velocidad.  
Esta leyenda urbana fue inspiración para una película de 1995, protagonizada por Carolina Fadic.